# Pownal
Pownal är en kommun (town) i Bennington County i den amerikanska delstaten Vermont. Vid folkräkningen år 2000 bodde 3 560 personer på orten. Den har enligt United States Census Bureau en area på totalt 121,0 km², varav 0,2 km² är vatten.  